# Csunya
A Csunya (oroszul: Чуня) folyó Oroszország ázsiai részén, a Krasznojarszki határterületen; a Köves-Tunguszka jobb oldali mellékfolyója.

## Földrajz
Hossza: 727 km, vízgyűjtő területe: 70 500 km², évi közepes vízhozama: 435 m³/sec.
A Déli- és az Északi-Csunya egyesülésével keletkezik. A Közép-szibériai-fennsíkhoz tartozó Közép-tunguz-felföldön folyik nyugati irányban. Medre sziklás, zuhatagos, legnagyobb zuhatagja a Csunszkij Zamok.
Főként esővíz és hóolvadék táplálja. Októbertől májusig befagy; tavaszi árvize május–júniusban van, de ősszel is gyakoriak a nagy áradásai.

### Mellékfolyók
- Balról: Kimcsu, Mutoraj, Ticsani
- Jobbról: Paimbu, Felső- és Alsó-Csunku